# مکان بهتر (ترانه ریچل پلتن)
«مکان بهتر» (انگلیسی: Better Place) ترانه‌ای از خواننده و ترانه‌پرداز آمریکایی، ریچل پلتن برای سومین آلبوم استودیویی او با نام آتش‌سوزی جنگل (۲۰۱۶) است. این قطعه، سومین و آخرین تک‌آهنگ آلبوم به‌شمار می‌رود که ابتدا در ۱۸ دسامبر ۲۰۱۵ به صورت تک‌آهنگ تبلیغاتی منتشر شد و سپس برای پخش در ایستگاه‌های رادیویی بزرگسالان معاصر در ایالات متحده توزیع گردید. پلتن این ترانه را با همکاری سالی سلتمن نوشت و جان لوین تهیه‌کنندگی آن را بر عهده داشت. پلتن اعلام کرده که الهام‌بخش نوشتن این ترانه، زمانی بود که متوجه شد خواهرش نامزد کرده است؛ خبری که به گفتهٔ او بسیار الهام‌بخش بود.
«مکان بهتر» بازخوردهای متفاوتی از منتقدان موسیقی دریافت کرد. برخی از سادگی و تنظیم پیانویی قطعه تمجید کردند و برخی دیگر آن را کم‌رمق دانستند. این ترانه در جدول ۴۰ تک‌آهنگ برتر بزرگسالان ایالات متحده به رتبهٔ ۲۱ رسید و همچنین در جدول رادیویی روسیه در جایگاه ۲۲۷ قرار گرفت. موزیک ویدئوی رسمی این ترانه به کارگردانی متیو استاسکی در ۹ مه ۲۰۱۶ منتشر شد و در آن چندین زوج و افراد مختلف دیده می‌شوند که در کنار یکدیگر حضور یافته و همدیگر را در آغوش می‌گیرند. پلتن این ویدئو را به یکی از معلم‌های سابق خود تقدیم کرده و آن را یک «آزمایش اجتماعی» توصیف کرده است. او این ترانه را در برنامه‌های مختلفی اجرا کرده است، از جمله در یکی از قسمت‌های برنامهٔ امروز و همچنین در تور تابستانی‌اش. «مکان بهتر» در تبلیغ تعطیلات سال ۲۰۱۷ مایکروسافت ویندوز برای معرفی نرم‌افزار پینت سه بعدی نیز مورد استفاده قرار گرفت.

## پیش‌زمینه و ضبط
ایدهٔ اصلی «مکان بهتر» زمانی در ذهن ریچل پلتن شکل گرفت که خواهرش، ملانی، طی یک تماس تلفنی، خبر نامزدی‌اش با دوست‌پسرش را اعلام کرد. پلتن این قطعه را یکی از آثار مورد علاقه‌اش در آلبوم توصیف کرده و گفته نوشتن آن از ساده‌ترین تجربه‌هایش بوده است. او تلاش داشت در این ترانه، اشتیاق خواهرش برای یافتن عشق و عدم تمایلش به تنهایی را به تصویر بکشد. یکی از ویراستاران وبگاه رسمی پلتن این ترانه را «ترانهٔ عروسی سال ۲۰۱۵» لقب داده بود.
جان لوین علاوه بر تهیه‌کنندگی، اجرای پیانو، کیبورد الکترونیکی و گیتار باس را نیز بر عهده داشت. همچنین جان سوسین (گیتار) و سایمون هیوبر (ویولنسل) در اجرای قطعه همکاری داشتند. کلمبیا رکوردز «مکان بهتر» را در ۱۸ دسامبر ۲۰۱۵ به صورت دانلود دیجیتال منتشر کرد. همچنین برای کسانی که پیش‌خرید آلبوم آتش‌سوزی جنگل را انجام داده بودند، این ترانه به‌صورت رایگان و فوری در دسترس قرار گرفت. نسخهٔ رسمی این تک‌آهنگ در ۴ آوریل ۲۰۱۶ منتشر شد و به ایستگاه‌های رادیویی هات ای‌سی برای پخش ارسال گردید.